# Igor Tudor
Igor Tudor (Spalato, 16 aprile 1978) è un allenatore di calcio ed ex calciatore croato, di ruolo difensore o centrocampista, tecnico della Juventus.
Cresciuto nell'Hajduk Spalato, club in cui ha anche chiuso la carriera agonistica, da calciatore ha trascorso varie annate in Italia legando il proprio nome a quello della Juventus, con cui ha vinto due scudetti (2001-2002 e 2002-2003) e giocato una finale di UEFA Champions League (2003).

## Caratteristiche tecniche

### Giocatore
Calciatore dotato sia fisicamente sia tecnicamente – riassumibile in un «fisico da stopper, piedi da mezzala talentuosa» –, pur non assurgendo ai massimi livelli è stato comunque capace di imporsi tra i migliori jolly della sua generazione.
Emerso agli esordi come difensore puro, impiegato principalmente come centrale ma all'occorrenza anche da terzino, nel prosieguo di carriera è stato avanzato con successo a mediano per via del notevole apporto che era capace di offrire in entrambe le fasi di gioco: in contenimento si ergeva a mo' di «pilone» davanti alla retroguardia, aiutato dalla sua mole fisica, mentre in ripartenza, grazie a una buona tecnica di base, palla al piede mostrava visione di gioco e sapeva dettare i tempi del passaggio. Inoltre, accentuandone l'innata propensione offensiva, in situazioni di emergenza o in concitati finali di gara è stato gettato nella mischia come centravanti, onde sfruttare la sua abilità nel gioco aereo e in particolar modo nelle sponde verso i compagni.
Nonostante questa eccellente duttilità che, unita a una personalità decisa e spesso al limite delle maniere rudi, nonché a un discreto numero di reti talvolta anche risolutive, ne ha fatto un elemento di sicura affidabilità per le sue squadre, la sua carriera è stata minata da numerosi infortuni – facendogli guadagnare, suo malgrado, la nomea di «gigante di cristallo» – che più volte ne hanno frenato l'impiego e la costanza di rendimento, portandolo a un precoce ritiro dall'attività agonistica all'età di trent'anni.

### Allenatore
Si dimostra un tecnico di carattere, a suo agio nel rapportarsi anche con piazze molto difficili a livello ambientale. Sul versante tattico predilige il 3-4-2-1 oppure il 3-4-1-2 come modulo di base, ricorrendo in misura minore anche al 3-5-2; importante nell'economia del gioco impostato da Tudor è il ricorso a un pressing molto alto, onde recuperare il possesso nella trequarti avversaria e, di conseguenza, impedirne tentativi di costruzione dal basso.

## Carriera

### Giocatore

#### Club

##### Hajduk Spalato e Trogir
Tudor inizia la sua carriera nell'Hajduk Spalato, squadra della città dove è nato e cresciuto. Nella sessione invernale del calciomercato 1995-1996 viene mandato a farsi le ossa al Trogir, club militante nella terza serie croata. Rientra quindi all'Hajduk dove rimane fino alla stagione 1997-1998.

##### Juventus e Siena

Tudor in azione alla Juventus nella stagione 1998-1999

A Spalato si fa notare dalla Juventus, che lo acquista nell'estate del 1998. Il difensore rimane a Torino per i successivi sei anni e mezzo, imponendosi soprattutto a partire dalla stagione 2001-2002, quella che vede il ritorno in panchina di Marcello Lippi, tecnico che lo avanza con successo a centrocampista: in quell'annata il croato realizza 4 reti molto importanti ai fini della corsa allo scudetto (nella stracittadina contro il Torino, nelle rimonte col Verona e col Chievo, e nello scontro diretto contro l'Inter). La stagione seguente, un suo gol al Deportivo La Coruña all'ultimo minuto è decisivo nell'ottica della qualificazione bianconera ai quarti di UEFA Champions League; la squadra juventina raggiungerà poi la finale, perdendo il massimo trofeo europeo ai tiri di rigore contro i connazionali del Milan.
Dopo sei stagioni juventine, coronate dalle vittorie di due scudetti e due Supercoppe italiane, nel gennaio 2005, a seguito di molti infortuni che ne minano l'impiego oltreché per la concorrenza di Lilian Thuram e del neoacquisto Fabio Cannavaro nel ruolo, passa in prestito al Siena dove rimane anche per tutta la stagione successiva, contribuendo alla salvezza della squadra toscana in entrambe le annate.
Nell'estate 2006 torna al club piemontese, ma nell'annata seguente non ha occasione di scendere in campo a causa del protrarsi di un infortunio patito nel precampionato; la società, dopo aver tentato di rescindere anticipatamente il suo contratto nel febbraio 2007 per via della prolungata indisponibilità, lo mantiene in rosa fino alla scadenza naturale di fine stagione, a seguito dell'autoriduzione dello stipendio da parte dello stesso calciatore.

##### Ritorno all'Hajduk e ritiro
Nell'estate 2007 fa quindi ritorno da svincolato all'Hajduk di Spalato, dove gioca per un'ultima stagione. Nel luglio 2008, ancora afflitto da continui problemi fisici, si ritira dal calcio giocato.

#### Nazionale
È stato titolare della nazionale croata nel decennio a cavallo degli anni 1990 e 2000, giocando con la maglia a scacchi i mondiali di Francia 1998 chiusi al terzo posto, e di Germania 2006, e saltando l'edizione di Corea del Sud-Giappone 2002 solo per infortunio; ha inoltre preso parte all'europeo di Portogallo 2004, dove ha segnato la prima delle sue tre reti in nazionale, nella sconfitta per 4-2 contro l'Inghilterra.

### Allenatore

#### Gli inizi
Nell'agosto 2009, con l'arrivo del tecnico Edoardo Reja sulla panchina dell'Hajduk Spalato, Tudor ne diventa assistente; questa prima parentesi all'interno dello staff del club spalatino si chiude nel febbraio 2010, conseguentemente alla rescissione consensuale del contratto con Reja. Un secondo periodo inizia nel 2011, quando il direttore sportivo Sergije Krešić gli affida la guida tecnica della squadra under 17.
Nel luglio 2012 diventa vice del commissario tecnico della nazionale croata, Igor Štimac, incarico che mantiene fino all'anno seguente.

#### Hajduk Spalato e PAOK
Nell'aprile 2013 viene promosso allenatore della prima squadra dell'Hajduk, subentrando all'esonerato Mišo Krstičević: appena tre settimane dopo vince la Coppa di Croazia, suo primo trofeo da allenatore. Si dimette nel febbraio 2015, dopo aver ottenuto due buoni piazzamenti in campionato.
Nel giugno dello stesso anno si siede sulla panchina del club ellenico del PAOK, dove rimane fino al marzo 2016 quando viene sollevato dall'incarico, con la squadra in quel momento al quarto posto in classifica, a causa di alcuni risultati negativi e dei suoi commenti sprezzanti riguardo la qualità della rosa a disposizione.

#### Esperienze in Turchia: Karabükspor e Galatasaray
Nel giugno 2016 viene chiamato alla guida del Karabükspor, club turco neopromosso in Süper Lig. Si dimette a stagione in corso, nel febbraio 2017, per accettare l'offerta del più blasonato Galatasaray, con cui chiude il campionato al quarto posto. Rimane al club istanbulino fino al dicembre 2017, quando viene esonerato a causa di alcuni risultati ritenuti insoddisfacenti, pur con la squadra al secondo posto in classifica.

#### Udinese

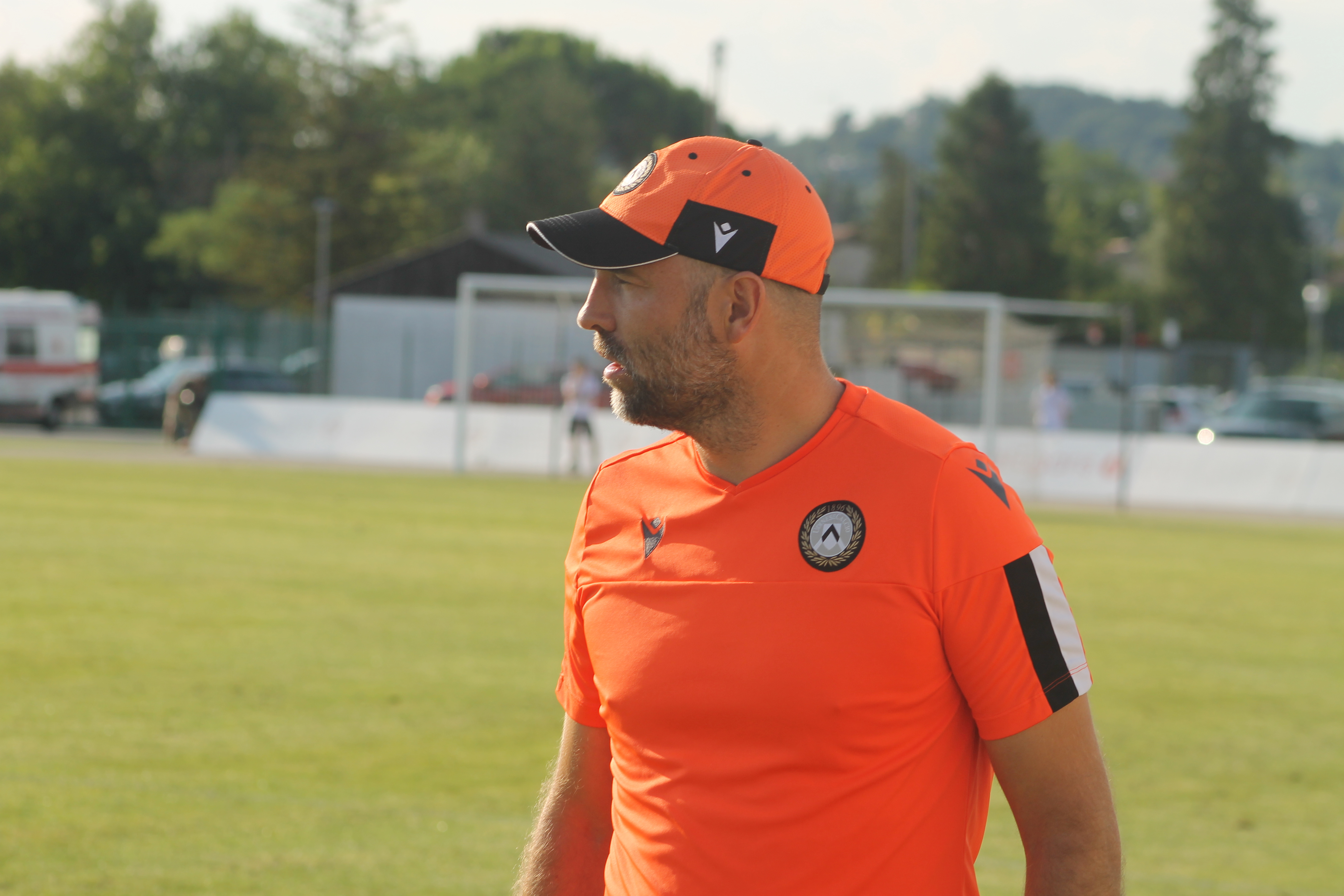
Tudor durante il suo secondo incarico all'Udinese, nel precampionato 2019-2020.

Nell'aprile 2018 è ingaggiato dall'Udinese, in sostituzione dell'esonerato Massimo Oddo, traghettando la squadra bianconera alla salvezza in Serie A. Nonostante ciò, non viene confermato per la stagione successiva; tuttavia nel marzo 2019 viene richiamato a Udine per subentrare all'esonerato Davide Nicola, guidando per la seconda volta la squadra bianconera alla salvezza.
Stavolta viene confermato per la stagione successiva; tuttavia un negativo avvio di campionato porta la società friulana ad esonerarlo nel novembre 2019.

#### Ritorno all'Hajduk, vice alla Juventus
Nel dicembre 2019 torna alla guida dell'Hajduk Spalato, terminando il campionato 2019-2020 al quinto posto.
Nell'agosto 2020 rescinde il suo contratto con il club spalatino per fare ritorno alla Juventus, a tredici anni dai trascorsi agonistici, dove assume il ruolo di vice del tecnico Andrea Pirlo. La squadra bianconera, nonostante le vittorie di Coppa Italia e Supercoppa, vive un'annata altalenante sicché al termine del campionato Pirlo e il suo staff, Tudor compreso, non vengono riconfermati.

#### Verona e Olympique Marsiglia
Il 14 settembre 2021 viene chiamato sulla panchina del Verona, subentrando in avvio di stagione all'esonerato Eusebio Di Francesco. Debutta cinque giorni dopo, cogliendo i primi punti stagionali in campionato per gli scaligeri grazie al successo interno sulla Roma (3-2). In Veneto è autore di un campionato al di sopra delle aspettative, in cui raggiunge un'agevole salvezza: mette a referto vittorie contro club di alta classifica come Lazio, Juventus e Atalanta, lottando per l'accesso alle coppe europee e sfiorando il record societario di punti in massima serie. Nonostante la più che positiva annata, il 28 maggio 2022 arriva la separazione consensuale fra Tudor e il Verona, per via di sopraggiunti dissidi sui piani futuri del club.
Il successivo 4 luglio viene nominato allenatore dell'Olympique Marsiglia, in Ligue 1. Sul finire di un campionato concluso al terzo posto, il 1º giugno 2023 ufficializza la sua decisione di lasciare la società francese.

#### Lazio, ritorno alla Juventus
Il 18 marzo 2024 viene nominato nuovo allenatore della Lazio, in quel momento nona in Serie A, sostituendo il dimissionario Maurizio Sarri. Debutta sulla panchina biancoceleste il 30 dello stesso mese, nella vittoria interna in campionato sulla Juventus (1-0); reincontra i bianconeri il mese seguente, in occasione delle semifinali di Coppa Italia, stavolta non riuscendo a evitare l'eliminazione laziale nel computo del doppio confronto. Con 18 punti raccolti in nove partite, termina il campionato al settimo posto, qualificando la squadra capitolina in UEFA Europa League. A seguito di sopravvenute divergenze con la società circa i piani futuri della squadra, il 5 giugno 2024 rassegna le dimissioni.
Il 23 marzo 2025 torna per la seconda volta in veste tecnica alla Juventus, in quel momento quinta in Serie A, stavolta come primo allenatore, in sostituzione dell'esonerato Thiago Motta; fa il suo esordio sulla panchina bianconera sei giorni dopo, con una vittoria per 1-0 nella gara interna contro il Genoa. A fine stagione, con un bottino di 18 punti in nove gare, traghetta la squadra torinese al quarto posto e annessa qualificazione in UEFA Champions League.

## Statistiche

### Presenze e reti nei club
| Stagione              | Squadra               | Campionato            | Campionato | Campionato | Coppe nazionali | Coppe nazionali | Coppe nazionali | Coppe continentali | Coppe continentali | Coppe continentali | Altre coppe | Altre coppe | Altre coppe | Totale | Totale |
| Stagione              | Squadra               | Comp                  | Pres       | Reti       | Comp            | Pres            | Reti            | Comp               | Pres               | Reti               | Comp        | Pres        | Reti        | Pres   | Reti   |
| --------------------- | --------------------- | --------------------- | ---------- | ---------- | --------------- | --------------- | --------------- | ------------------ | ------------------ | ------------------ | ----------- | ----------- | ----------- | ------ | ------ |
| 1995-gen. 1996        | Hajduk Spalato        | 1.HNL                 | 9          | 0          | CC              | ?               | ?               | -                  | -                  | -                  | -           | -           | -           | 9+     | 0+     |
| gen.-giu. 1996        | Trogir                | 2.HNL                 | 5          | 1          | -               | -               | -               | -                  | -                  | -                  | -           | -           | -           | 5      | 1      |
| 1996-1997             | Hajduk Spalato        | 1.HNL                 | 23         | 1          | CC              | ?               | ?               | CU                 | 3                  | 0                  | -           | -           | -           | 26+    | 1+     |
| 1997-1998             | Hajduk Spalato        | 1.HNL                 | 26         | 4          | CC              | ?               | ?               | CU                 | 5                  | 1                  | -           | -           | -           | 31+    | 5+     |
| 1998-1999             | Juventus              | A                     | 23+2       | 1+0        | CI              | 4               | 0               | UCL                | 6                  | 0                  | SI          | 1           | 0           | 36     | 1      |
| 1999-2000             | Juventus              | A                     | 17         | 1          | CI              | 2               | 0               | Int+CU             | 2+7                | 0+1                | -           | -           | -           | 28     | 2      |
| 2000-2001             | Juventus              | A                     | 25         | 6          | CI              | 2               | 0               | UCL                | 5                  | 1                  | -           | -           | -           | 32     | 7      |
| 2001-2002             | Juventus              | A                     | 14         | 4          | CI              | 1               | 0               | UCL                | 6                  | 2                  | -           | -           | -           | 21     | 6      |
| 2002-2003             | Juventus              | A                     | 14         | 1          | CI              | 2               | 0               | UCL                | 11                 | 1                  | SI          | 0           | 0           | 27     | 2      |
| 2003-2004             | Juventus              | A                     | 15         | 2          | CI              | 6               | 1               | UCL                | 5                  | 0                  | SI          | 0           | 0           | 26     | 3      |
| 2004-gen. 2005        | Juventus              | A                     | 2          | 0          | CI              | 1               | 0               | UCL                | 1                  | 0                  | -           | -           | -           | 4      | 0      |
| gen.-giu. 2005        | Siena                 | A                     | 15         | 1          | CI              | -               | -               | -                  | -                  | -                  | -           | -           | -           | 15     | 1      |
| 2005-2006             | Siena                 | A                     | 24         | 1          | CI              | 0               | 0               | -                  | -                  | -                  | -           | -           | -           | 24     | 1      |
| Totale Siena          | Totale Siena          | Totale Siena          | 39         | 2          |                 | 0               | 0               |                    | -                  | -                  |             | -           | -           | 39     | 2      |
| 2006-2007             | Juventus              | B                     | 0          | 0          | CI              | 0               | 0               | -                  | -                  | -                  | -           | -           | -           | 0      | 0      |
| Totale Juventus       | Totale Juventus       | Totale Juventus       | 110+2      | 15+0       |                 | 18              | 1               |                    | 43                 | 5                  |             | 1           | 0           | 174    | 21     |
| 2007-2008             | Hajduk Spalato        | 1.HNL                 | 8          | 1          | CC              | 0               | 0               | CU                 | 0                  | 0                  | -           | -           | -           | 8      | 1      |
| Totale Hajduk Spalato | Totale Hajduk Spalato | Totale Hajduk Spalato | 66         | 6          |                 | 0+              | 0+              |                    | 8                  | 1                  |             | 0           | 0           | 74+    | 7+     |
| Totale carriera       | Totale carriera       | Totale carriera       | 222        | 24         |                 | 18+             | 1+              |                    | 51                 | 6                  |             | 1           | 0           | 292+   | 31+    |

### Cronologia presenze e reti in nazionale
| Cronologia completa delle presenze e delle reti in nazionale ― Croazia | Cronologia completa delle presenze e delle reti in nazionale ― Croazia | Cronologia completa delle presenze e delle reti in nazionale ― Croazia | Cronologia completa delle presenze e delle reti in nazionale ― Croazia | Cronologia completa delle presenze e delle reti in nazionale ― Croazia | Cronologia completa delle presenze e delle reti in nazionale ― Croazia | Cronologia completa delle presenze e delle reti in nazionale ― Croazia | Cronologia completa delle presenze e delle reti in nazionale ― Croazia |
| Data                                                                   | Città                                                                  | In casa                                                                | Risultato                                                              | Ospiti                                                                 | Competizione                                                           | Reti                                                                   | Note                                                                   |
| ---------------------------------------------------------------------- | ---------------------------------------------------------------------- | ---------------------------------------------------------------------- | ---------------------------------------------------------------------- | ---------------------------------------------------------------------- | ---------------------------------------------------------------------- | ---------------------------------------------------------------------- | ---------------------------------------------------------------------- |
| 15-11-1997                                                             | Kiev                                                                   | Ucraina                                                                | 1 – 1                                                                  | Croazia                                                                | Qual. Mondiali 1998                                                    | -                                                                      | 89’                                                                    |
| 22-4-1998                                                              | Osijek                                                                 | Croazia                                                                | 4 – 1                                                                  | Polonia                                                                | Amichevole                                                             | -                                                                      | 75’                                                                    |
| 29-5-1998                                                              | Pola                                                                   | Croazia                                                                | 1 – 2                                                                  | Slovacchia                                                             | Amichevole                                                             | -                                                                      | 70’                                                                    |
| 3-6-1998                                                               | Fiume                                                                  | Croazia                                                                | 2 – 0                                                                  | Iran                                                                   | Amichevole                                                             | -                                                                      | 46’                                                                    |
| 6-6-1998                                                               | Zagabria                                                               | Croazia                                                                | 7 – 0                                                                  | Australia                                                              | Amichevole                                                             | -                                                                      | 46’                                                                    |
| 20-6-1998                                                              | Lens                                                                   | Giappone                                                               | 0 – 1                                                                  | Croazia                                                                | Mondiali 1998 - 1º turno                                               | -                                                                      | 87’                                                                    |
| 30-6-1998                                                              | Bordeaux                                                               | Romania                                                                | 0 – 1                                                                  | Croazia                                                                | Mondiali 1998 - Ottavi di finale                                       | -                                                                      | 82’                                                                    |
| 11-7-1998                                                              | Parigi                                                                 | Paesi Bassi                                                            | 1 – 2                                                                  | Croazia                                                                | Mondiali 1998 - Finale 3º posto                                        | -                                                                      | 85’                                                                    |
| 5-9-1998                                                               | Dublino                                                                | Irlanda                                                                | 2 – 0                                                                  | Croazia                                                                | Qual. Euro 2000                                                        | -                                                                      | 32’ 63’                                                                |
| 10-10-1998                                                             | Ta' Qali                                                               | Malta                                                                  | 1 – 4                                                                  | Croazia                                                                | Qual. Euro 2000                                                        | -                                                                      |                                                                        |
| 14-10-1998                                                             | Zagabria                                                               | Croazia                                                                | 3 – 2                                                                  | Macedonia                                                              | Qual. Euro 2000                                                        | -                                                                      |                                                                        |
| 28-4-1999                                                              | Zagabria                                                               | Croazia                                                                | 0 – 0                                                                  | Italia                                                                 | Amichevole                                                             | -                                                                      | 69’                                                                    |
| 5-5-1999                                                               | Siviglia                                                               | Spagna                                                                 | 3 – 1                                                                  | Croazia                                                                | Amichevole                                                             | -                                                                      |                                                                        |
| 9-10-1999                                                              | Zagabria                                                               | Croazia                                                                | 2 – 2                                                                  | Jugoslavia                                                             | Qual. Euro 2000                                                        | -                                                                      | 48’ 62’                                                                |
| 26-4-2000                                                              | Vienna                                                                 | Austria                                                                | 1 – 2                                                                  | Croazia                                                                | Amichevole                                                             | -                                                                      | 86’                                                                    |
| 16-8-2000                                                              | Bratislava                                                             | Slovacchia                                                             | 1 – 1                                                                  | Croazia                                                                | Amichevole                                                             | -                                                                      | 46’                                                                    |
| 2-9-2000                                                               | Bruxelles                                                              | Belgio                                                                 | 0 – 0                                                                  | Croazia                                                                | Qual. Mondiali 2002                                                    | -                                                                      | 90’                                                                    |
| 28-2-2001                                                              | Fiume                                                                  | Croazia                                                                | 1 – 0                                                                  | Austria                                                                | Amichevole                                                             | -                                                                      |                                                                        |
| 24-3-2001                                                              | Osijek                                                                 | Croazia                                                                | 4 – 1                                                                  | Lettonia                                                               | Qual. Mondiali 2002                                                    | -                                                                      | 64’                                                                    |
| 25-4-2001                                                              | Varaždin                                                               | Croazia                                                                | 2 – 2                                                                  | Grecia                                                                 | Amichevole                                                             | -                                                                      |                                                                        |
| 2-6-2001                                                               | Varaždin                                                               | Croazia                                                                | 4 – 0                                                                  | San Marino                                                             | Qual. Mondiali 2002                                                    | -                                                                      |                                                                        |
| 6-6-2001                                                               | Riga                                                                   | Lettonia                                                               | 0 – 1                                                                  | Croazia                                                                | Qual. Mondiali 2002                                                    | -                                                                      |                                                                        |
| 15-8-2001                                                              | Dublino                                                                | Irlanda                                                                | 2 – 2                                                                  | Croazia                                                                | Amichevole                                                             | -                                                                      |                                                                        |
| 1-9-2001                                                               | Glasgow                                                                | Scozia                                                                 | 0 – 0                                                                  | Croazia                                                                | Qual. Mondiali 2002                                                    | -                                                                      | 76’                                                                    |
| 6-10-2001                                                              | Zagabria                                                               | Croazia                                                                | 1 – 0                                                                  | Belgio                                                                 | Qual. Mondiali 2002                                                    | -                                                                      |                                                                        |
| 12-10-2002                                                             | Sofia                                                                  | Bulgaria                                                               | 2 – 0                                                                  | Croazia                                                                | Qual. Euro 2004                                                        | -                                                                      | 75’                                                                    |
| 12-2-2003                                                              | Spalato                                                                | Croazia                                                                | 0 – 0                                                                  | Polonia                                                                | Amichevole                                                             | -                                                                      | 63’                                                                    |
| 29-3-2003                                                              | Zagabria                                                               | Croazia                                                                | 4 – 0                                                                  | Belgio                                                                 | Qual. Euro 2004                                                        | -                                                                      | 77’                                                                    |
| 2-4-2003                                                               | Varaždin                                                               | Croazia                                                                | 2 – 0                                                                  | Andorra                                                                | Qual. Euro 2004                                                        | -                                                                      | 63’                                                                    |
| 6-9-2003                                                               | Andorra la Vella                                                       | Andorra                                                                | 0 – 3                                                                  | Croazia                                                                | Qual. Euro 2004                                                        | -                                                                      | 46’                                                                    |
| 11-10-2003                                                             | Zagabria                                                               | Croazia                                                                | 1 – 0                                                                  | Bulgaria                                                               | Qual. Euro 2004                                                        | -                                                                      | 38’                                                                    |
| 15-11-2003                                                             | Zagabria                                                               | Croazia                                                                | 1 – 1                                                                  | Slovenia                                                               | Qual. Euro 2004                                                        | -                                                                      |                                                                        |
| 19-11-2003                                                             | Lubiana                                                                | Slovenia                                                               | 0 – 1                                                                  | Croazia                                                                | Qual. Euro 2004                                                        | -                                                                      | 36’, 59’                                                               |
| 31-3-2004                                                              | Zagabria                                                               | Croazia                                                                | 2 – 2                                                                  | Turchia                                                                | Amichevole                                                             | -                                                                      | 46’                                                                    |
| 28-4-2004                                                              | Skopje                                                                 | Macedonia                                                              | 0 – 1                                                                  | Croazia                                                                | Amichevole                                                             | -                                                                      | 58’                                                                    |
| 17-6-2004                                                              | Leiria                                                                 | Croazia                                                                | 2 – 2                                                                  | Francia                                                                | Euro 2004 - 1º turno                                                   | -                                                                      | 39’                                                                    |
| 21-6-2004                                                              | Lisbona                                                                | Croazia                                                                | 2 – 4                                                                  | Inghilterra                                                            | Euro 2004 - 1º turno                                                   | 1                                                                      |                                                                        |
| 18-8-2004                                                              | Varaždin                                                               | Croazia                                                                | 1 – 0                                                                  | Israele                                                                | Amichevole                                                             | -                                                                      |                                                                        |
| 4-9-2004                                                               | Reykjavík                                                              | Croazia                                                                | 3 – 0                                                                  | Ungheria                                                               | Qual. Mondiali 2006                                                    | -                                                                      |                                                                        |
| 8-9-2004                                                               | Göteborg                                                               | Svezia                                                                 | 0 – 1                                                                  | Croazia                                                                | Qual. Mondiali 2006                                                    | -                                                                      |                                                                        |
| 16-11-2004                                                             | Dublino                                                                | Irlanda                                                                | 1 – 0                                                                  | Croazia                                                                | Amichevole                                                             | -                                                                      |                                                                        |
| 26-3-2005                                                              | Zagabria                                                               | Croazia                                                                | 4 – 0                                                                  | Islanda                                                                | Qual. Mondiali 2006                                                    | -                                                                      |                                                                        |
| 30-3-2005                                                              | Zagabria                                                               | Croazia                                                                | 3 – 0                                                                  | Malta                                                                  | Qual. Mondiali 2006                                                    | 1                                                                      |                                                                        |
| 4-6-2005                                                               | Sofia                                                                  | Bulgaria                                                               | 1 – 3                                                                  | Croazia                                                                | Qual. Mondiali 2006                                                    | 1                                                                      | 30’                                                                    |
| 17-8-2005                                                              | Spalato                                                                | Croazia                                                                | 1 – 1                                                                  | Brasile                                                                | Amichevole                                                             | -                                                                      |                                                                        |
| 3-9-2005                                                               | Reykjavík                                                              | Islanda                                                                | 1 – 3                                                                  | Croazia                                                                | Qual. Mondiali 2006                                                    | -                                                                      | 60’                                                                    |
| 8-10-2005                                                              | Zagabria                                                               | Croazia                                                                | 1 – 0                                                                  | Svezia                                                                 | Qual. Mondiali 2006                                                    | -                                                                      |                                                                        |
| 12-10-2005                                                             | Budapest                                                               | Ungheria                                                               | 0 – 0                                                                  | Croazia                                                                | Qual. Mondiali 2006                                                    | -                                                                      | cap.                                                                   |
| 1-3-2006                                                               | Basilea                                                                | Croazia                                                                | 3 – 2                                                                  | Argentina                                                              | Amichevole                                                             | -                                                                      | 87’                                                                    |
| 23-5-2006                                                              | Vienna                                                                 | Austria                                                                | 1 – 4                                                                  | Croazia                                                                | Amichevole                                                             | -                                                                      |                                                                        |
| 28-5-2006                                                              | Osijek                                                                 | Croazia                                                                | 2 – 2                                                                  | Iran                                                                   | Amichevole                                                             | -                                                                      | 46’                                                                    |
| 7-6-2006                                                               | Lancy                                                                  | Croazia                                                                | 1 – 2                                                                  | Spagna                                                                 | Amichevole                                                             | -                                                                      |                                                                        |
| 13-6-2006                                                              | Berlino                                                                | Brasile                                                                | 1 – 0                                                                  | Croazia                                                                | Mondiali 2006 - 1º turno                                               | -                                                                      | 90’                                                                    |
| 18-6-2006                                                              | Norimberga                                                             | Giappone                                                               | 0 – 0                                                                  | Croazia                                                                | Mondiali 2006 - 1º turno                                               | -                                                                      | 69’                                                                    |
| 22-6-2006                                                              | Stoccarda                                                              | Croazia                                                                | 2 – 2                                                                  | Australia                                                              | Mondiali 2006 - 1º turno                                               | -                                                                      |                                                                        |
| Totale                                                                 |                                                                        | Presenze                                                               | 55                                                                     |                                                                        | Reti                                                                   | 3                                                                      |                                                                        |

### Statistiche da allenatore
Statistiche aggiornate al 1º luglio 2025. In grassetto le competizioni vinte.
| Stagione              | Squadra               | Campionato            | Campionato | Campionato | Campionato | Campionato | Coppe nazionali | Coppe nazionali | Coppe nazionali | Coppe nazionali | Coppe nazionali | Coppe continentali | Coppe continentali | Coppe continentali | Coppe continentali | Coppe continentali | Altre coppe | Altre coppe | Altre coppe | Altre coppe | Altre coppe | Totale | Totale | Totale | Totale | % Vittorie | Piazzamento |
| Stagione              | Squadra               | Comp                  | G          | V          | N          | P          | Comp            | G               | V               | N               | P               | Comp               | G                  | V                  | N                  | P                  | Comp        | G           | V           | N           | P           | G      | V      | N      | P      | %          | Piazzamento |
| --------------------- | --------------------- | --------------------- | ---------- | ---------- | ---------- | ---------- | --------------- | --------------- | --------------- | --------------- | --------------- | ------------------ | ------------------ | ------------------ | ------------------ | ------------------ | ----------- | ----------- | ----------- | ----------- | ----------- | ------ | ------ | ------ | ------ | ---------- | ----------- |
| apr.-giu. 2013        | Hajduk Spalato        | 1. HNL                | 4          | 1          | 1          | 2          | CC              | 2               | 1               | 1               | 0               | UEL                | -                  | -                  | -                  | -                  | -           | -           | -           | -           | -           | 6      | 2      | 2      | 2      | 33,33      | Sub., 4º    |
| 2013-2014             | Hajduk Spalato        | 1. HNL                | 36         | 17         | 11         | 8          | CC              | 4               | 2               | 0               | 2               | UEL                | 4                  | 1                  | 1                  | 2                  | SC          | 1           | 0           | 1           | 0           | 45     | 20     | 13     | 12     | 44,44      | 3º          |
| 2014-feb. 2015        | Hajduk Spalato        | 1. HNL                | 19         | 9          | 5          | 5          | CC              | 2               | 2               | 0               | 0               | UEL                | 6                  | 2                  | 1                  | 3                  | -           | -           | -           | -           | -           | 27     | 13     | 6      | 8      | 48,15      | Dimis.      |
| 2015-mar. 2016        | PAOK                  | SL                    | 25         | 10         | 8          | 7          | CG              | 8               | 3               | 3               | 2               | UEL                | 12                 | 4                  | 6                  | 2                  | -           | -           | -           | -           | -           | 45     | 17     | 17     | 11     | 37,78      | Eson.       |
| 2016-feb. 2017        | Karabükspor           | SL                    | 20         | 8          | 3          | 9          | TK              | 1               | 0               | 0               | 1               | -                  | -                  | -                  | -                  | -                  | -           | -           | -           | -           | -           | 21     | 8      | 3      | 10     | 38,10      | Dimis.      |
| feb.-giu. 2017        | Galatasaray           | SL                    | 14         | 8          | 1          | 5          | TK              | -               | -               | -               | -               | -                  | -                  | -                  | -                  | -                  | -           | -           | -           | -           | -           | 14     | 8      | 1      | 5      | 57,14      | Sub., 4º    |
| lug.-dic. 2017        | Galatasaray           | SL                    | 16         | 10         | 2          | 4          | TK              | 2               | 1               | 0               | 1               | UEL                | 2                  | 0                  | 1                  | 1                  | -           | -           | -           | -           | -           | 20     | 11     | 3      | 6      | 55,00      | Eson.       |
| Totale Galatasaray    | Totale Galatasaray    | Totale Galatasaray    | 30         | 18         | 3          | 9          |                 | 2               | 1               | 0               | 1               |                    | 2                  | 0                  | 1                  | 1                  |             | -           | -           | -           | -           | 34     | 19     | 4      | 11     | 55,88      |             |
| apr.-giu. 2018        | Udinese               | A                     | 4          | 2          | 1          | 1          | CI              | -               | -               | -               | -               | -                  | -                  | -                  | -                  | -                  | -           | -           | -           | -           | -           | 4      | 2      | 1      | 1      | 50,00      | Sub., 14º   |
| mar.-giu. 2019        | Udinese               | A                     | 11         | 5          | 3          | 3          | CI              | -               | -               | -               | -               | -                  | -                  | -                  | -                  | -                  | -           | -           | -           | -           | -           | 11     | 5      | 3      | 3      | 45,45      | Sub., 12º   |
| lug.-nov. 2019        | Udinese               | A                     | 10         | 3          | 1          | 6          | CI              | 1               | 1               | 0               | 0               | -                  | -                  | -                  | -                  | -                  | -           | -           | -           | -           | -           | 11     | 4      | 1      | 6      | 36,36      | Eson.       |
| Totale Udinese        | Totale Udinese        | Totale Udinese        | 25         | 10         | 5          | 10         |                 | 1               | 1               | 0               | 0               |                    | -                  | -                  | -                  | -                  |             | -           | -           | -           | -           | 26     | 11     | 5      | 10     | 42,31      |             |
| gen.-giu. 2020        | Hajduk Spalato        | 1. HNL                | 17         | 8          | 1          | 8          | CC              | -               | -               | -               | -               | UEL                | -                  | -                  | -                  | -                  | -           | -           | -           | -           | -           | 17     | 8      | 1      | 8      | 47,06      | Sub., 5º    |
| lug.-ago. 2020        | Hajduk Spalato        | 1. HNL                | 1          | 1          | 0          | 0          | CC              | -               | -               | -               | -               | UEL                | -                  | -                  | -                  | -                  | -           | -           | -           | -           | -           | 1      | 1      | 0      | 0      | 100,00&    | Resc. cons. |
| Totale Hajduk Spalato | Totale Hajduk Spalato | Totale Hajduk Spalato | 77         | 36         | 18         | 23         |                 | 8               | 5               | 1               | 2               |                    | 10                 | 3                  | 2                  | 5                  |             | 1           | 0           | 1           | 0           | 96     | 44     | 22     | 30     | 45,83      |             |
| set. 2021-2022        | Verona                | A                     | 35         | 14         | 11         | 10         | CI              | 1               | 0               | 0               | 1               | -                  | -                  | -                  | -                  | -                  | -           | -           | -           | -           | -           | 36     | 14     | 11     | 11     | 38,89      | Sub., 9º    |
| 2022-2023             | Olympique Marsiglia   | L1                    | 38         | 22         | 7          | 9          | CF              | 4               | 3               | 1               | 0               | UCL                | 6                  | 2                  | 0                  | 4                  | -           | -           | -           | -           | -           | 48     | 27     | 8      | 13     | 56,25      | 3º          |
| mar.-giu. 2024        | Lazio                 | A                     | 9          | 5          | 3          | 1          | CI              | 2               | 1               | 0               | 1               | UCL                | -                  | -                  | -                  | -                  | SI          | -           | -           | -           | -           | 11     | 6      | 3      | 2      | 54,55      | Sub., 7º    |
| mar.-giu. 2025        | Juventus              | A                     | 9          | 5          | 3          | 1          | CI              | -               | -               | -               | -               | UCL                | -                  | -                  | -                  | -                  | SI+Cmc      | 0+4         | 0+2         | 0+0         | 0+2         | 13     | 7      | 3      | 3      | 53,85      | Sub., 4º    |
| 2025-2026             | Juventus              | A                     | 0          | 0          | 0          | 0          | CI              | 0               | 0               | 0               | 0               | UCL                | 0                  | 0                  | 0                  | 0                  | -           | -           | -           | -           | -           | 0      | 0      | 0      | 0      | —          | in corso    |
| Totale Juventus       | Totale Juventus       | Totale Juventus       | 9          | 5          | 3          | 1          |                 | 0               | 0               | 0               | 0               |                    | 0                  | 0                  | 0                  | 0                  |             | 4           | 2           | 0           | 2           | 13     | 7      | 3      | 3      | 53,85      |             |
| Totale carriera       | Totale carriera       | Totale carriera       | 268        | 128        | 61         | 79         |                 | 27              | 14              | 5               | 8               |                    | 30                 | 9                  | 9                  | 12                 |             | 5           | 2           | 1           | 2           | 330    | 153    | 76     | 101    | 46,36      |             |

## Palmarès

### Giocatore

#### Club

##### Competizioni nazionali
- Campionato italiano: 2

Juventus: 2001-2002, 2002-2003
- Supercoppa italiana: 2

Juventus: 2002, 2003
- Campionato italiano di Serie B: 1

Juventus: 2006-2007

##### Competizioni internazionali
- Coppa Intertoto UEFA: 1

Juventus: 1999

#### Individuale
- Calciatore croato dell'anno: 1

2001

### Allenatore

#### Club
- Coppa di Croazia: 1

Hajduk Spalato: 2012-2013